# 赫里福德地圖

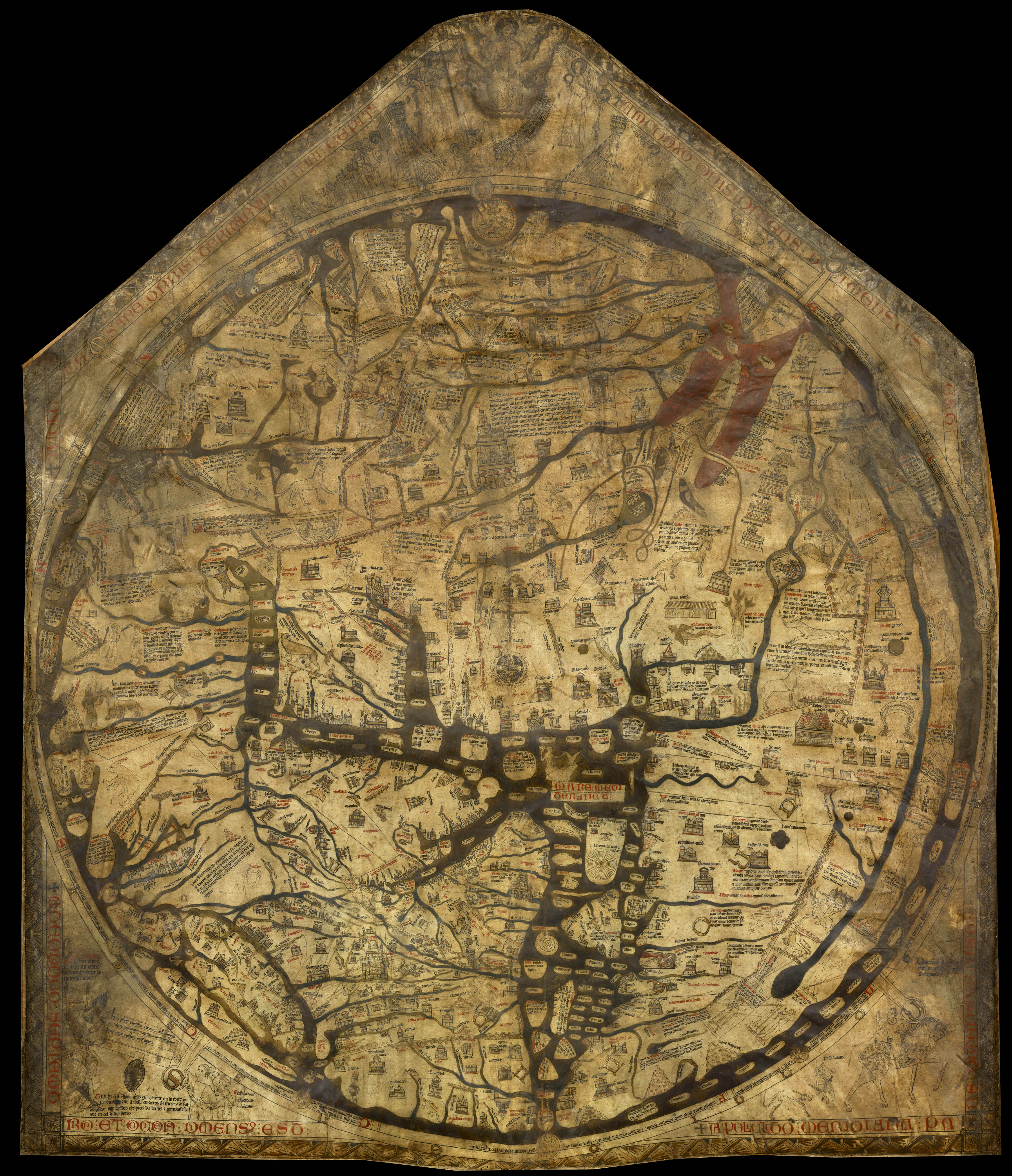
赫里福德地圖

赫里福德地圖是最著名中世纪世界地图（Mappa mundi）之一，Mappa mundi是一种由TO地图演变而来的地图形式。赫里福德地圖是在1290年根据奥罗修斯的著作绘制而成，高158（62英寸），宽133（52英寸），是已知现存最大的中世纪地图。现存在英国赫里福德座堂中。